# Bdellospora
Bdellospora är ett släkte av svampar. Bdellospora ingår i familjen Cochlonemataceae, ordningen Zoopagales, divisionen oksvampar och riket svampar.
|             | Cochlonema                               |
|             |                                          |
|             | Euryancale                               |
|             |                                          |
|             | Amoebophilus                             |
|             |                                          |
|             | Aplectosoma                              |
|             |                                          |
|             | Endocochlus                              |
|             |                                          |
| Bdellospora | \| \| Bdellospora helicoides \| \| \| \| |
|             | \| \| Bdellospora helicoides \| \| \| \| |
|             | Bdellospora helicoides                   |
|             |                                          |

|  | Bdellospora helicoides |
|  |                        |